# Comitato Olimpico Nazionale del Sudan del Sud
Il Comitato Olimpico Nazionale del Sudan del Sud (noto anche come South Sudan National Olympic Committee in inglese) è un'organizzazione sportiva sudanese, nata nel 2015 a Giuba, Sudan del Sud.
Rappresenta questa nazione presso il Comitato Olimpico Internazionale (CIO) dal 2015 ed ha lo scopo di curare l'organizzazione ed il potenziamento dello sport in Sudan del Sud e, in particolare, la preparazione degli atleti sudsudanesi, per consentire loro la partecipazione ai Giochi olimpici. L'organizzazione è, inoltre, membro dell'Associazione dei Comitati Olimpici Nazionali d'Africa.
L'attuale presidente dell'associazione è Juma Stephen Lugga Lemi, mentre la carica di segretario generale è occupata da Tong Chor Malek Deran.